# 大本営発表
大本営発表（だいほんえいはっぴょう、旧字体：大本營發表）とは、1937年11月から1945年8月までの期間、日中戦争（支那事変）および太平洋戦争（大東亜戦争）において、大本営が行った戦況の公式発表である。
発表はラジオにより、全国に大々的に発表された。太平洋戦争初期は戦果を概ね正確に発表していたが、珊瑚海海戦（1942年5月）の発表から水増しが始まり、以降は戦況悪化による実態と乖離した虚偽の大戦果発表を行った。敗戦後にその実態が明らかになり、戦後は政府や有力政治家、大企業などが発表する、自分に都合がよいばかりで信用できない情報発信を示す慣用句として使われるようになった。

## 制度
もともと、陸海軍合同の「大本営陸海軍部発表」、陸軍単独の「大本営陸軍部発表」、海軍単独の「大本営海軍部発表」に分かれていたが、1942年（昭和17年）1月に統合され「大本営発表」に改称された。大本営発表は、陸軍では陸軍省新聞班と大本営陸軍報道部、海軍では海軍省軍事普及部と大本営海軍報道部が二身一体となって実施していた。陸海軍の承認を経て報じられるが、陸軍の作戦は陸軍が、海軍の作戦は海軍が主導した。
大本営発表は846回行われた。発表の形式としては、報道の形でアナウンサーが読み上げるものと、大本営陸軍部・大本営海軍部の報道部長が読み上げるものとの2種類があり、現存する大本営発表の放送録音は、両方が残存している。
両者には、言い回しの部分で僅かな差異があり、第一回の発表（開戦の第一報）における「アメリカ、イギリス軍」と「米、英軍」のような表現の差がある。
ラジオ発表では、放送前後などに陸軍発表では『陸軍分列行進曲（観兵式分列行進曲 / 抜刀隊 / 扶桑歌）』、海軍発表では『軍艦行進曲』、陸海軍合同の戦勝発表では『敵は幾万』、敗戦発表では『海行かば』といった楽曲が流された。

## 歴史

### 改称前

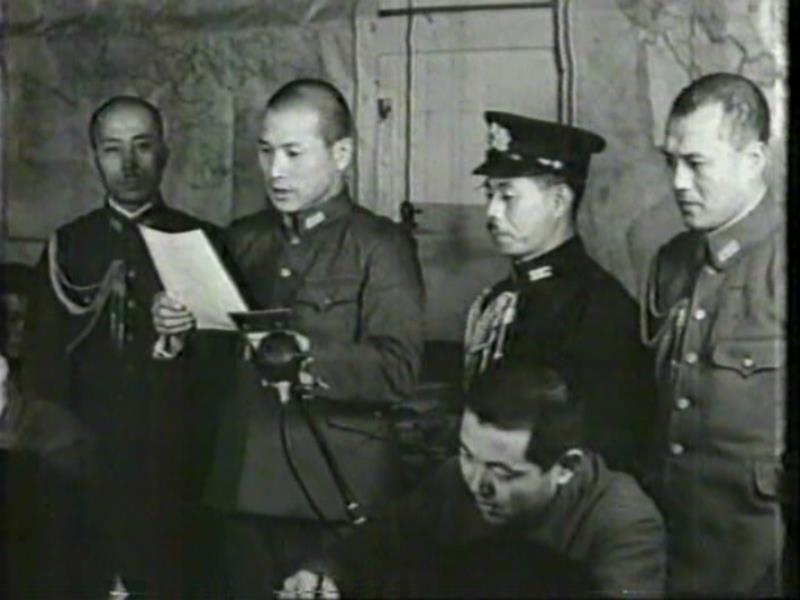
太平洋戦争開戦の旨の大本営陸海軍部発表12月8日6時の様子をのちに「再現」する大平秀雄陸軍報道部長（「日本ニュース第79号」収録）

初期の発表は、陸海軍合同の「大本営陸海軍部発表」、陸軍単独の「大本営陸軍部発表」、海軍単独の「大本営海軍部発表」で行われていた。
米英に対する戦争の最初の発表は、1941年（昭和16年）12月8日午前6時に行われた。当時、ニュースを放送するには政府の許可が必要だったため、真珠湾攻撃が開始された日本標準時午前0時過ぎで、政府から許可が下り、アナウンサーがマイクの前に座ったのは午前7時のことだった。
ラジオ放送（日本で唯一の放送局だった「社団法人日本放送協会」、現在のNHKラジオ第1放送）で、対アメリカ・イギリス戦（太平洋戦争）の開戦第一報が報道された。戦後に残されている大平秀雄陸軍報道部長が発表文を読み上げる映像は、後日「再現映像」として収録されたものであり、当日の記録ではない。
臨時ニュースのチャイム（一部で言われている「軍艦行進曲が流れた」というのは誤り）の後に、当時の館野守男アナウンサーが読み上げた大本営陸海軍部発表（昭和16年12月8日午前6時）は、
という内容であった。
1941年12月9日夜、大本営海軍報道部長前田稔海軍少将はラジオにて国民に対し、真珠湾攻撃など開戦時の作戦における大戦果を報告、その声明の末尾で前田海軍報道部長は「わが海軍の戦況報道に当り特に正確を期するため、あるいは作戦上の要求などのため、発表時期が若干遅れることもあると思うが、決して心配することなく、安心してわが報道を信頼していただきたい」と語っている。
戦況が好調に推移していた開戦以後約半年間は内容もおおよそ現実に即しているが、海軍は1941年12月8日の開戦とともに始められたウェーク島の戦いにて、同月12日にアメリカ軍守備隊の海岸砲とF4F戦闘機4機に翻弄され、その攻撃により駆逐艦「疾風」と「如月」を轟沈喪失（両艦総員戦死）、軽巡洋艦・特設巡洋艦複数を含む他多数の艦艇も被害を受け、第一次攻略戦で撤退しているが、大本営海軍部発表（昭和16年12月13日午後3時）では「（前略） 四、帝国海軍は十一日艦艇をもってウエーキ島を砲撃し残存軍事施設に大なる損害を与えたり、わが方も若干の損害を蒙りたり」と事実を歪曲して発表した。ただし、同月21日に攻略戦力を増強し、再度実施された第二次攻略戦では損害を出しながらも23日に同島を制圧、その大本営海軍部発表（昭和16年12月24日午前11時）では「一、帝国海軍は激浪烈風を冒して二十二日夜半ウエーキ島を攻略しわが陸戦隊は頑強なる抵抗を排除しつつ敵前上陸を敢行し二十三日午前十時半同島を完全に占領せり 二、同方面の作戦においてわが方駆逐艦二隻を失えり」と駆逐艦2隻喪失を認めている（しかしこのほか「第三十二号哨戒挺」と「第三十三号哨戒挺」が陸戦隊強行上陸のため海岸に擱座し、放棄・除籍されている）。
初期には、上陸戦時の軍隊輸送船の被害さえも公表されていた。大本営陸軍部発表（昭和16年12月10日午後7時45分）では、「一、八日開戦以来十日に至るわが陸軍部隊の損害は各方面を合し輸送船の撃沈せられたる損傷をうけたるもの各二隻にして右はいづれも部隊上陸後の空船なり 二、なお右の間における陸軍機にしていまだ帰還せざるもの十三機なり」と発表している。

### 1942年
1942年（昭和17年）1月、陸海軍の発表は統合され「大本営発表」に改称された。
南方作戦において、南方資源地帯の確保を目的として、日本の攻略目標となったオランダ領東インドの油田・製油所制圧作戦「パレンバン空挺作戦」は、「大本営発表、二月十五日午後五時十分。強力なる帝国陸軍落下傘部隊は、二月十四日午前十一時二十六分、蘭印最大の油田地たる、スマトラ島パレンバンに対する奇襲降下に成功し、敵を撃破して、飛行場その他の要地を占領確保するとともに、更に戦果を拡張中なり。陸軍航空部隊は本作戦に密接に協力するとともに、すでにその一部は本十五日午前同地飛行場に躍進せり。終わり。」（大本営発表昭和17年2月15日）と発表された。
2月20日のニューギニア沖海戦では、実際の撃沈撃破戦果は皆無にも関わらず（かつ陸上攻撃機隊17機中15機を喪失する大損害）、「航空母艦1隻撃沈」と誤認戦果が報告され、大本営はそれを「航空母艦1隻大破、大火災……その被害状況等より察し撃沈せられたるものと認めらるるもその終焉まで見届くるに至らざりしを以て沈没確実ならず」と発表している。
それまで割合正確だった大本営発表の意図的な戦果水増しが始まったのは、1942年5月、初めて日本の進攻が阻まれた「珊瑚海海戦」であった。機動部隊による戦果は、「米空母サラトガ型、ヨークタウン型、各1隻撃。2万トン級給油艦大破。駆逐艦一隻撃沈。敵機撃墜98機」と比較的正確だったものの、ラバウルの基地航空部隊の戦果は、「米戦艦カリフォルニア型1隻、甲巡洋艦ポートランド型1隻、撃沈。英戦艦ウォースパイト型大破。米戦艦ノースカロライナ型一隻中破。米中巡洋艦ルイスビル型1隻大破」、当方の損害は「小型空母沈没、飛行機24機」と発表された。この基地航空部隊の実際の戦果は、雷撃の全てが外れて皆無であったが、発表では、当日会敵した艦はそれぞれ、3隻の巡洋艦が戦艦となり、まだ就役していないサウスダコタ級艦型まで付され、2隻の駆逐艦が甲巡、中巡に格上げされ、それぞれ撃沈、大破、中破とされた。

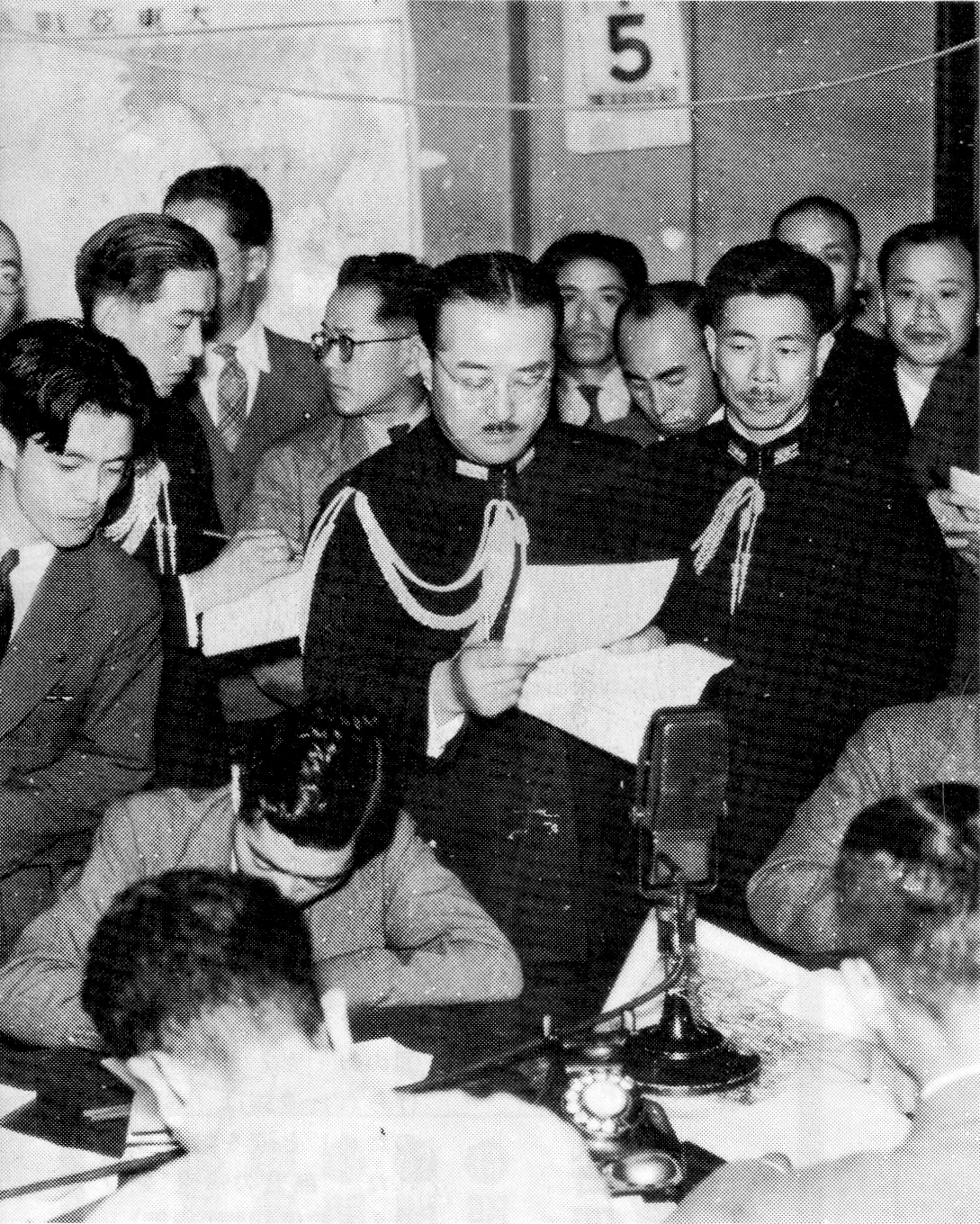
ミッドウェー海戦の戦果を発表する日本海軍の平出大佐 (1942年6月12日大本営発表)

また、1942年6月のミッドウェー海戦では、4空母を喪失する被害を負ったが、戦意高揚のため、損害の事実を過小に発表している。ミッドウェー海戦およびダッチハーバー空襲を報じる大本営発表（昭和17年6月10日午後3時30分）では、「我が方損害」として「航空母艦1隻喪失、航空母艦1隻大破、巡洋艦1隻大破。未帰還機35機」としているが、実際の損害は「航空母艦4隻喪失・重巡洋艦1隻喪失・重巡洋艦1隻大破・駆逐艦1隻大破。飛行機289機喪失」であった。日米開戦から一年が経過した、1942年（昭和17年）12月16日の週報における「大東亜戦争一箇年の戦果」によれば、健在な米空母「エンタープライズ」や「サラトガ」を撃沈したと発表し、さらに架空の「米空母3隻」や「艦型未詳米戦艦4隻」の撃沈、日本軍の損害は「空母3隻沈没、3隻大破（実際は正規空母4隻沈没、軽空母2隻沈没、正規空母1隻大破、軽空母1隻中破）」を公表している。ミッドウェー海戦を報じる大本営発表（昭和17年6月10日午後3時30分）は「（前略） 一方同五日洋心の敵根拠地ミツドウェーにたいし猛烈なる強襲を敢行するとともに同方面に増援中の米国艦隊を捕捉、猛攻を加へ敵海上および航空兵力ならびに重要軍事施設に甚大なる損害を与へたり、（後略）」と報じている。

### 1943年
1943年1月、レンネル島沖海戦に関して、大本営発表では「戦艦2隻撃沈、巡洋艦2隻撃沈、戦艦1隻中破、巡洋艦1隻中破」と発表。しかし、実際の戦果は「重巡洋艦1隻撃沈、駆逐艦1隻大破」のみ。
1943年2月、ガダルカナル島の戦い（ケ号作戦）における「撤退」を大本営発表では「転進」と表現した。大本営発表（2月9日19時）では、
と報じ、ニューギニア方面と合わせて、敵に与えたる損害を人員25,000名以上、我方の損害を戦死及戦病死で人員16,734名としている。
5月のアッツ島の戦いにおける「全滅」を、大本営発表では「玉砕」と表現している。
11月のブーゲンビル島沖海戦に関して、5日に大本営発表は「敵に与えたる損害」として「大型巡洋艦1隻轟沈、大型駆逐艦2隻轟沈、大型巡洋艦2隻撃沈、巡洋艦もしくは大型駆逐艦1隻撃沈、大型巡洋艦1ないし2隻撃破、駆逐艦1隻撃破。駆逐艦1隻同志討ちにて炎上」、「我方の損害」として「駆逐艦1隻沈没、巡洋艦1隻小破」と発表。
実際の戦果は「駆逐艦1隻大破、駆逐艦1隻中破、軽巡洋艦1隻小破、駆逐艦1隻小破」のみで、撃沈艦艇は皆無であった。実際の損害は「軽巡洋艦1隻沈没、駆逐艦1隻沈没、重巡洋艦1隻中破、駆逐艦2隻中破、重巡洋艦1隻小破」に上る。
11-12月のブーゲンビル島沖航空戦およびギルバート諸島沖航空戦の大本営発表は、「戦艦3隻撃沈、航空母艦14隻撃沈、巡洋艦9隻撃沈、駆逐艦1隻撃沈、その他4隻撃沈」と発表。実際の戦果はごく僅かで「軽巡洋艦1隻大破、軽空母1隻小破、魚雷艇中破、歩兵揚陸艇大破」で、撃沈艦艇は皆無であった。

### 1944年

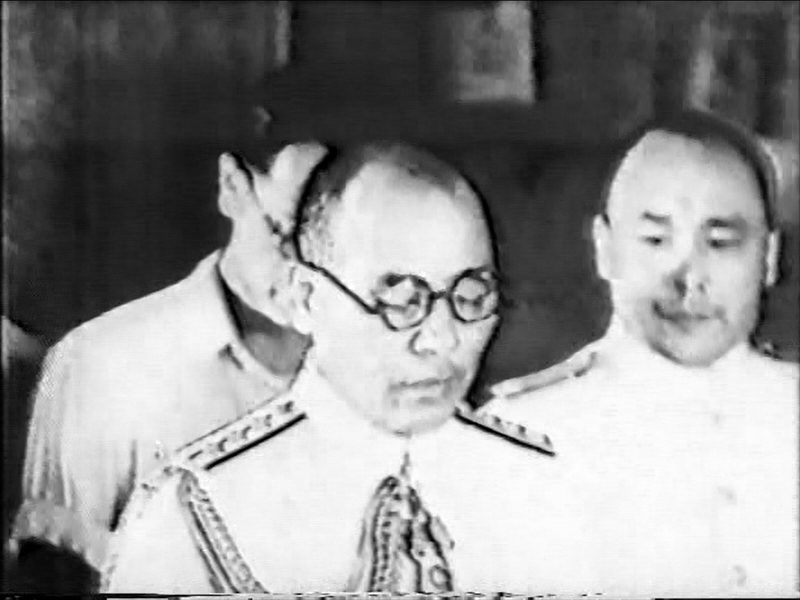
サイパン島玉砕の旨の大本営発表昭和19年7月18日17時を行う栗原悦蔵海軍報道部長（「日本ニュース第216号」収録）

1944年（昭和19年）2月、トラック島空襲に関して、21日に大本営発表は「敵巡洋艦2隻（内1隻戦艦なるやも知れず）撃沈、航空母艦1隻及軍艦（艦種未詳）1隻撃破、飛行機54機以上を撃墜せしも、我方も亦巡洋艦2隻、駆逐艦3隻、輸送船13隻、飛行機120機を失いたる他、地上施設にも若干の損害あり」と発表。実際の戦果は「空母1隻撃破（中破）、飛行機25機喪失」のみで撃沈艦艇は皆無であった。実際の損害は「軽巡洋艦2隻沈没、練習巡洋艦1隻沈没、駆逐艦4隻沈没、輸送船等37隻沈没。このほか多数の艦船が損傷。飛行機270機喪失（内70機空中被撃墜・200機地上破壊）。地上施設は燃料タンク3基（約1.7万トン）焼失、各種軍需物資75%分を喪失。輸送船座乗の陸軍兵士約7,000名を含む計約7,400名戦死」に上る。
6月、マリアナ沖海戦に関して、23日に大本営発表で「我が連合艦隊の一部は、6月19日、マリアナ諸島西方海面において、三群よりなる敵機動部隊を捕捉、先制攻撃後戦闘は翌20日に及び、その間、敵航空母艦5隻、戦艦1隻以上を撃沈破、敵機約100機以上を撃墜せるも、決定的打撃を与うるに至らず。我方航空母艦1隻、付属輸送船2隻及び飛行機50機を失えり」と発表。実際の戦果は「航空母艦2隻小破、戦艦2隻小破、重巡洋艦2隻小破。飛行機130機喪失」のみで撃沈艦艇は皆無であった。実際の損害は「航空母艦3隻沈没、油槽船2隻沈没、航空母艦1隻中破、航空母艦3隻小破、戦艦1隻小破、重巡洋艦1隻小破、ほか潜水艦多数喪失。飛行機476機喪失」に上る。
10月、台湾沖航空戦では、19日18時に大本営発表では「我方の収めたる戦果綜合次の如し」として「轟撃沈 = 航空母艦11隻、戦艦2隻、巡洋艦3隻、巡洋艦もしくは駆逐艦1隻。撃破 = 航空母艦8隻、戦艦2隻、巡洋艦4隻、巡洋艦もしくは駆逐艦1隻、艦種不詳13隻。撃墜112機」と発表。実際の戦果は「重巡洋艦1隻大破、軽巡洋艦1隻大破、航空母艦1隻小破。飛行機89機喪失」で撃沈艦艇は皆無であった。我方の損害として「飛行機未帰還312機」としているが、実際は「651機以上」を喪失していた。
10月末、レイテ沖海戦（フィリピン沖海戦）に関して、大本営発表では27日16時30分発表「綜合戦果」として「撃沈 = 航空母艦8隻、巡洋艦3隻、駆逐艦2隻、輸送船4隻以上。撃破 = 航空母艦7隻、戦艦1隻、巡洋艦2隻。撃墜 = 約500機」、「我方の損害」として「艦艇沈没 = 航空母艦1隻、巡洋艦2隻、駆逐艦2隻。未帰還飛行機126機。右の他、昨26日発表の如く、レイテ湾に於て戦艦1隻沈没、1隻中破の損害あり」。27日15時発表「25日夜間収めたる戦果中現在迄に判明せるもの次の如し」として「輸送船撃沈1隻、炎上6隻、撃破11隻、外に26日炎上中のもの29隻。巡洋艦 = 撃沈1隻、駆逐艦 = 撃破1隻、巡洋艦又は駆逐艦 = 撃沈10隻、油槽船 = 撃破1隻、艦型不詳 = 撃破3隻、飛行機 = 撃墜2機、炎上又は撃破 = 70機以上。敵上陸地点炎上17箇所（内4箇所大爆破）」と報じる。実際の戦果は撃沈は「航空母艦（軽空母）1隻、護衛空母2隻、駆逐艦2隻、護衛駆逐艦1隻」であった。日本側損害は沈没だけでも「航空母艦4隻、戦艦3隻、重巡洋艦6隻、軽巡洋艦4隻、駆逐艦9隻」に上る。
1944年以降の全滅戦であるクェゼリンの戦い、サイパンの戦い、テニアンの戦い、拉孟・騰越の戦い、沖縄戦においては「全員壮烈なる戦死を遂げたると認む（全員壮烈なる戦死を遂げたり）」、「全員最後の斬込を敢行せり」、「全力を挙げて最後の攻撃を敢行（全戦力を挙げて最後の攻撃を実施せり）」、「○○日以降細部の状況詳かならず（爾後通信絶ゆ）」と表現している。また、「勇戦」、「敢闘」、「力闘」、「多大なる損害を与え」、「大損害を与え」、「敵を撃砕」といった大言壮語の表現を使用、戦果を誇張して表現している。一方で、「優勢なる敵軍」、「有力なる敵部隊」、「敵は○○に上陸を開始」、「有力なる米軍部隊は○○に上陸」、「極めて困難なる状況下」、「我に数十倍する敵」、「（日本軍守備隊は）寡兵よく戦い」といった連合軍は日本軍より戦力で勝っている、日本が劣勢にあるという表現も使用している。
さらには、サイパンの戦い（「サイパン島の在留邦人は終始軍に協力しおよそ戦ひ得る者は敢然戦闘に参加し概ね将兵と運命を共にせるものの如し」）や沖縄戦（「四、沖縄方面戦場の我官民は敵上陸以来島田叡知事を中核とし挙げて軍と一体となり皇軍護持の為終始敢闘せり」）に関する大本営発表では、現地の日本の民間人が戦闘に巻き込まれていることも公表している。

### 1945年
硫黄島の戦いにて守備隊全滅を発表した1945年3月21日の大本営発表では、「（前略）17日夜半を期し最高指導官を陣頭に皇国の必勝と安泰とを祈念しつつ全員壮烈なる総攻撃を敢行すとの打電あり。爾後通信絶ゆ。この硫黄島守備隊の玉砕を一億国民は模範とすべし」と表現している。
1945年（昭和20年）4月7日、坊ノ岬沖海戦に関して、4月8日17時発表では、4月5・6日の神風特別攻撃隊たる航空部隊による航空総攻撃と併せた「我方の収めたる戦果」として「撃沈 = 特設航空母艦2隻、戦艦1隻、船種不詳6隻、駆逐艦1隻、輸送船5隻。撃破 = 戦艦3隻、巡洋艦3隻、船種不詳6隻、輸送船7隻」さらに「右攻撃に参加せる航空部隊並に水上部隊は孰れも特別攻撃隊にして右戦果以外その戦果の確認せらざるもの少なからず」と追記、「我方の損害」として「沈没 = 戦艦1隻、巡洋艦1隻、駆逐艦3隻」と発表。5・6日の航空総攻撃（特攻）による実際の戦果は「駆逐艦2隻撃沈、掃海艇1隻撃沈、揚陸艇1隻撃沈、輸送船2隻撃沈。駆逐艦8隻撃破」。7日の坊ノ岬沖海戦の実際の戦果に至っては皆無、交戦したアメリカ海軍空母機動部隊側の損害は「飛行機10機喪失」であった。実際の損害は「戦艦1隻沈没、軽巡洋艦1隻沈没、駆逐艦4隻沈没、駆逐艦1隻大破、駆逐艦1隻中破」であった。
沖縄戦の事実上の終了を報じる大本営発表（昭和20年6月25日14時30分）では「沖縄守備隊の防衛線は強力な連合軍部隊に突破され、守備隊は最高指揮官以下最後の総攻撃を行い全滅、残存将兵の行方も分からず」と報じている。大本営発表（昭和20年6月25日）として「一、六月中旬以降における沖縄本島南部地区の戦況次のごとし　（イ）、 我部隊は小禄及南部島尻地区に戦線を整備したる後優勢なる航空及海上兵力支援下の敵七箇師団以上に対し大なる損害を与えつつ善戦敢闘しありしが六月十六日頃より逐次敵の我主要陣地内滲透を許すの止むなきに至れり　（ロ）、 大田実少将の指揮する小禄地区海軍部隊は我主力の南部島尻地区転進掩護に任じたる後六月十三日全員最後の斬込を敢行せり　（ハ）、 沖縄方面最高指揮官牛島満中将は六月二十日敵主力に対し全戦力を挙げて最後の攻勢を実施せり　（ニ）、 爾後我将兵の一部は南部島尻地区内の拠点を死守敢闘しあるも六月二十二日以降細部の状況詳かならず　二、我航空部隊は引続き好機を捕捉し同島周辺の敵艦船及航空基地を攻撃すると共に地上戦闘に協力しあり　三、作戦開始以来敵に与えたる損害は地上に於る人員殺傷約八万、列島線周辺に於る敵艦船撃沈破約六百隻なり　四、沖縄方面戦場の我官民は敵上陸以来島田叡知事を中核とし挙げて軍と一体となり皇軍護持の為終始敢闘せり」と報じられた。
1945年8月6日、広島市への原子爆弾投下に関する大本営発表（昭和20年8月7日）は「一、昨八月六日広島市は敵少数機の攻撃により相当の被害を生じたり　二、敵は右攻撃に新型爆弾を使用せるものの如きも詳細目下調査中なり」と報じられた。一方で同月9日の長崎市への原子爆弾投下に関しては、原子爆弾による国民への影響を懸念して、一般の空襲情報と同じ軍管区司令部発表（西部軍管区司令部発表）で公表されている。
9日のソ連対日参戦に関しての第一報（大本営発表昭和20年8月9日）は、「一、八月九日零時頃より「ソ」連軍の一部は東部及西部満「ソ」国境を越え攻撃を開始し又その航空部隊の各少数機は同時頃より北満及び朝鮮北部の一部に分散来襲せり　二、所在の日満両軍は自衛の為これを邀え目下交戦中なり」と報じられた。
大本営発表としての放送は、戦闘行動が続いていた1945年8月14日、第840回を数えた段階で実質的に終わった。その最後の大本営発表（昭和20年8月14日）は「我航空部隊は八月十三日午後鹿島灘東方二十五海里において航空母艦四隻を基幹とする敵機動部隊の一群を捕捉攻撃し航空母艦および巡洋艦各一隻を大破炎上せしめたり。」であった。
8月15日正午、昭和天皇の玉音放送が終わった敗戦後は、「大本営及帝国政府発表」との名称で、第841回（8月21日13時）、第842回（8月21日17時）、第843回（8月22日15時30分）、第844回（8月23日17時30分）、第845回（8月24日17時30分）、第846回（26日11時）まで、計6回行われた。内容は陸海軍の行動ではなく、アメリカ軍を中心とする連合国軍の日本占領に関わる事項を伝えることに終始した。最後となる第846回の発表全文は「本八月二十六日以降実施予定の連合国軍隊第一次進駐日程中連合国艦隊相模湾入港以外は、夫々四十八時間延期せられたり。」（大本営及帝国政府発表）である。

## 誇張の原因
国民や新聞社に虚偽や誇張の内容を伝える、という体制は日露戦争からあり、当時はロシア帝国に弱みを知らせないためと、外貨獲得の為に情報を統制して、日本軍が連戦連勝しているかの如くの発表していた。
戦果を過大に報じたのは、意図したものだけではなく、誤認によるものもある。戦果の誤認に関し、軍令部作戦部長だった中沢佑海軍少将によれば、ギルバート諸島沖航空戦やブーゲンビル島沖航空戦における大戦果に関し、当時、連合艦隊司令部の報告から不確実を削除し、同司令部に戦果確認に一層配慮するように注意喚起していたが、同司令部より「大本営は、いかなる根拠をもって連合艦隊の報告した戦果を削除したのか」と強い抗議電信が参謀長名（福留繁中将）で打電され、結局反論できず、有耶無耶になっていった。

開戦前の1941年から1944年までの期間、大本営発表のみならず各種の宣伝・広報に携わっていた、大本営陸軍報道部員（兼陸軍省報道部員）平櫛孝（当時陸軍少佐）は、「陸軍報道部員が愚直なほどのやぼてん人間の集まりだったということにつきる」として、
と語っている。

## 影響
しばしば大本営発表の内容だけを引用して「戦時中の日本国民は前線の悲惨な実情を伝えられなかった」とされることがあるが、敗戦そのものや敗戦の被害実態ということでなければ、戦時中、現地にいる報道班員による報道が、新聞や雑誌の各マスメディアにて盛んに行われており、その中では、最前線における兵站の補給難、兵士の飢餓、マラリアやデング熱など感染症の蔓延、連合国軍の圧倒的な戦力といった実情は、おおむね伝えられていた。
多数の餓死者の出た「ガダルカナル島の戦い」について、陸軍報道班員の手記を集めた『ガダルカナルの血戦』（昭和18年7月20日発行）では、「戦う勇士は、戦う前に、まず飢餓を征服しなければならなかった」と、兵食（レーション）不足での飢餓の蔓延や、補給の苦難について、詳細に記述されている。
1943年（昭和18年）11月から12月にかけて行われた、6次に渡るブーゲンビル島沖航空戦は日本の惨敗に終わったが、大本営海軍部は虚偽の多大な戦果を発表し続けた。この発表は、ラジオ・トウキョウを通じてアメリカ合衆国にも短波ラジオで受信されており、大本営の戦果発表を真に受けた投資家の行動によって、ニューヨーク証券取引所のダウ平均株価が下落し、アメリカ合衆国の経済を混乱させた。これに驚いた連邦政府は、事態の収拾を図るために、アメリカ海軍長官フランク・ノックスに『日本の発表は絶対に真相ではない』との声明を出させた。後に類似の事態が台湾沖航空戦でも発生している。虚偽報道が、期せずしてブラックプロパガンダとなった好例である。
太平洋戦争全体でみたとき、大本営発表は、損害は1/5、戦果は6倍に修正して発表したとされる。
当時から、大本営発表に疑問を持つ日本国民もいた。戦争が進むにつれ、使われる表現や用語が変わっていったことも、国民が信じなくなった要因であった。外交評論家だった清沢洌は、1943年（昭和18年）7月の段階で、事実を隠すためにさかんに形容詞を用いて、現実に目がいかなくなるようにしていると指摘している。
当時、国民学校生徒だった秦郁彦によれば、新聞に載った大本営発表による日本軍の戦果をノートに記録しており、大本営は1943年（昭和18年）まで、年末にその年の「総合戦果」を発表していたが、空母だけで30 - 40隻撃沈しているはずの1944年（昭和19年）は総合戦果が発表されず、「変だな」と思ったという。

## 比喩
このように、第二次世界大戦中の大本営発表で誇張や矮小化といった虚報が繰り返されたことから、第二次大戦後は、発表する政府に好都合なだけで、全く信用できない情報も「大本営発表」と表現されるようになった。通常は政府発表だが、広義では政府以外が発表者である例も含まれる。また、発表側の「公式発表」のみを情報源として行なう報道は「発表報道」と呼ばれる。なお後述するように政府だけでなく大企業、特に不祥事を起こした企業においても使われる。

### 用例
1：2010年（平成22年）7月1日、JPエクスプレスから新生『ゆうパック』を引き継いだ日本郵便では、直後に34万個もの大規模遅配事件が発生したが、日本郵便は7月6日にターミナル局の配送麻痺が治り、7日に遅配問題は解消したとプレスリリースで発表したものの、配送現場の職員からは「あんな大本営発表を信じる職員なんて一人もいない。遅配解消は言葉のトリックに過ぎない」と、日本郵便経営陣を切って捨てる声が挙った。
2：2011年（平成23年）3月11日、東日本大震災の津波被害により、福島第一原子力発電所事故が発生。日本の報道が「危機感を煽ることを抑えて、極端な情報は出ていない」のに対して、世界の報道機関では福島第一原子力発電所を「最初から原子炉の炉心溶融を前提にした報道内容」で、国内外で報道内容の乖離があり、日本のマスメディアでは、独自取材が少なく、事故情報を東京電力や日本国政府のプレスリリースに頼っている姿勢を、田原総一朗は『大本営発表に頼りすぎている』と批判した。
3：2020年（令和2年）4月27日の東洋経済オンラインの記事『新聞・TV「政府の言いなり」の何とも呆れる実態』は、新型コロナウイルス感染症報道の実態を論評した記事であるが、サブタイトルは「まるで大本営発表、コロナ禍で露呈した歪み」の見出しとなっている。

## その他

### ドキュメンタリー
- 「軍人スポークスマンの戦争 〜大本営発表の真実〜」（2022年12月17日、NHK BS1）[26]